# Limnobium spongia
Limnobium spongia är en dybladsväxtart som först beskrevs av Louis-Augustin Bosc d’Antic, och fick sitt nu gällande namn av Ernst Gottlieb von Steudel. Limnobium spongia ingår i släktet Limnobium och familjen dybladsväxter. Inga underarter finns listade.

## Bildgalleri

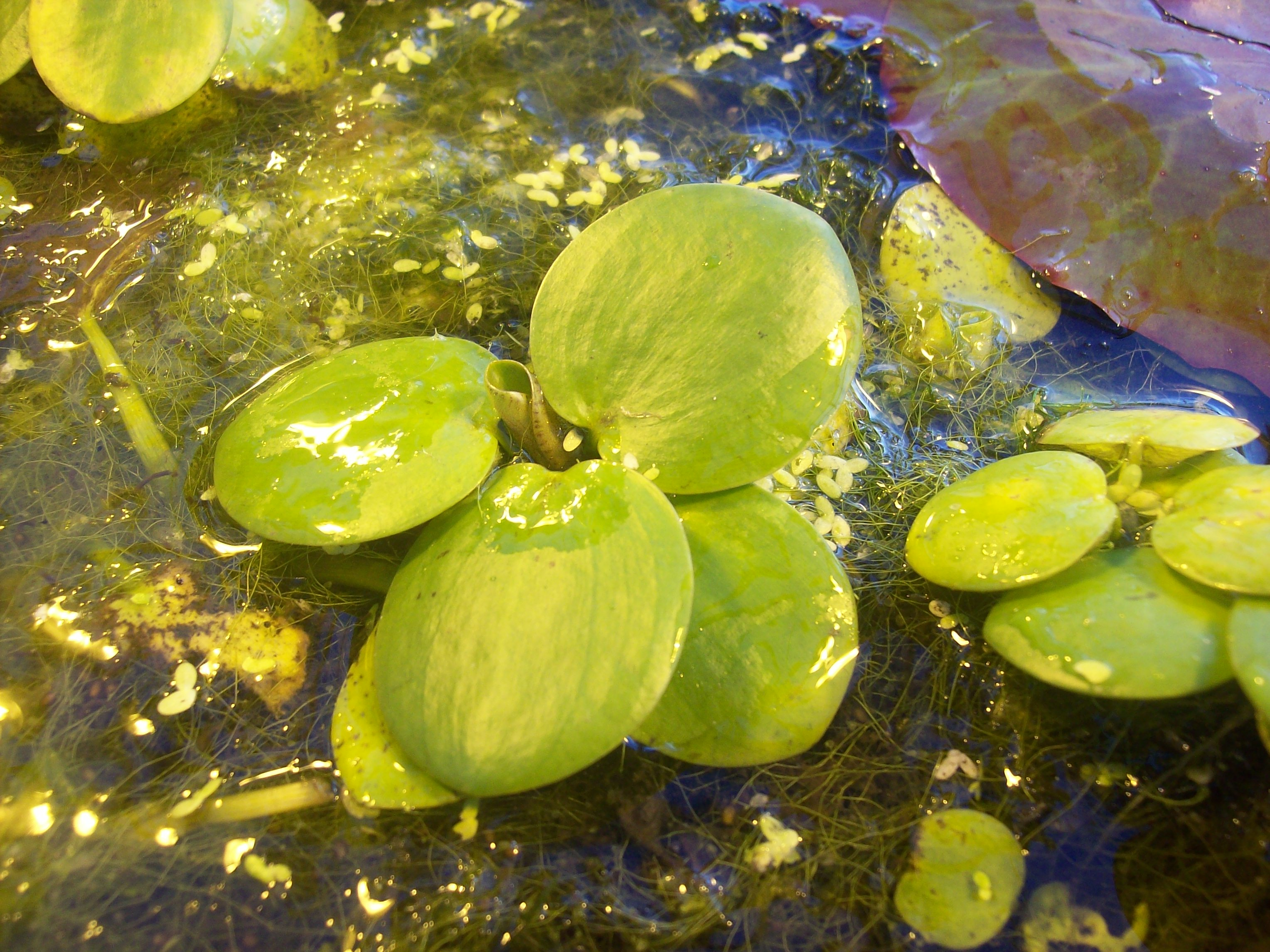
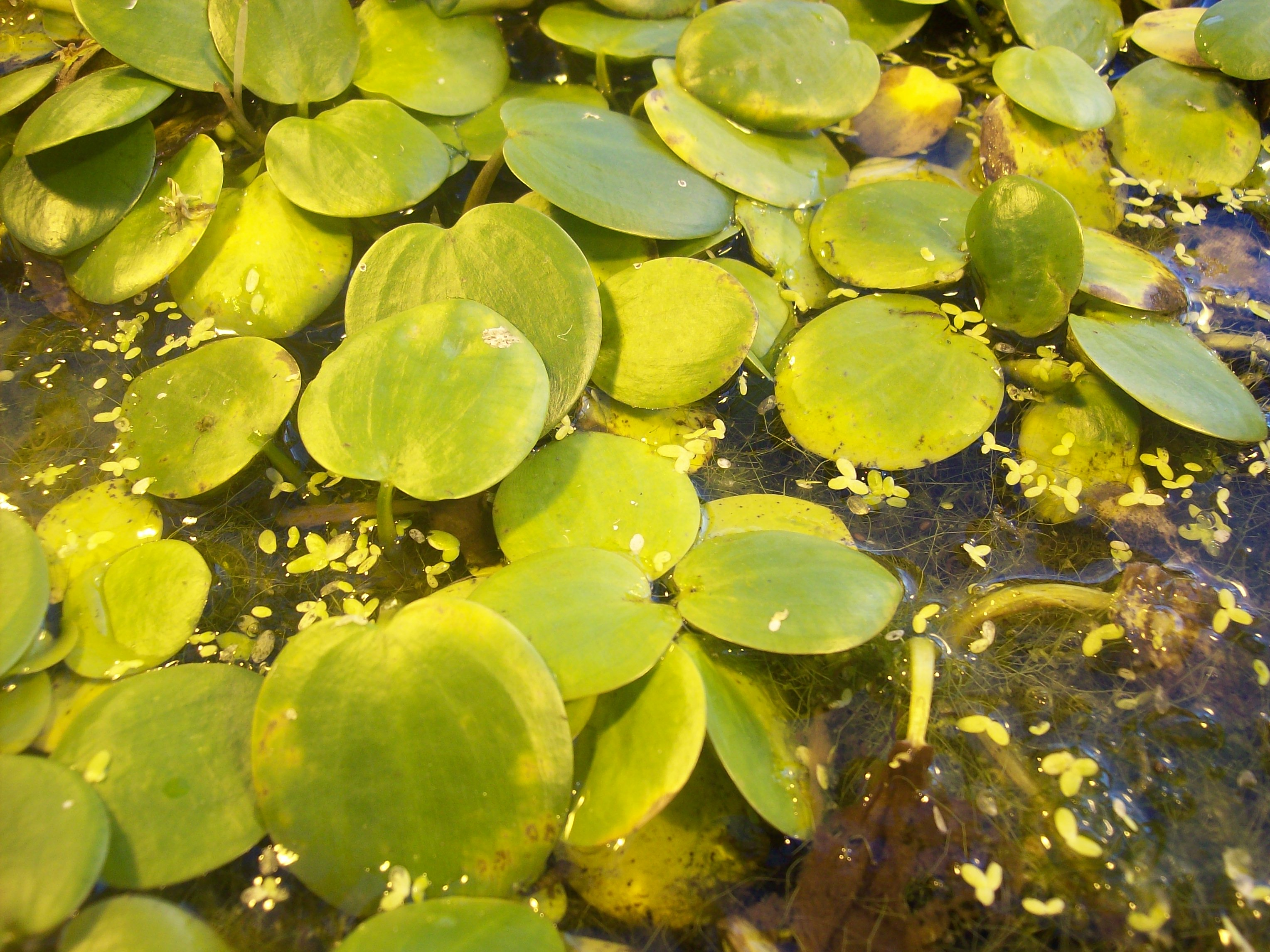